# Isole Vergini Americane ai Giochi della XXXIII Olimpiade
Le Isole Vergini Americane hanno partecipato ai Giochi della XXXIII Olimpiade, svoltisi a Parigi dal 26 luglio all'11 agosto 2024, con una delegazione di 5 atleti, 4 uomini e una donna, in 4 discipline.
I portabandiera alla cerimonia di apertura sono stati Kruz Schembri e Natalia Kuipers.

## Delegazione
| Sport            | Uomini | Donne | Totale |
| ---------------- | ------ | ----- | ------ |
| Atletica leggera | 1      | 0     | 1      |
| Nuoto            | 1      | 1     | 2      |
| Scherma          | 1      | 0     | 1      |
| Tiro con l'arco  | 1      | 0     | 1      |
| Totale           | 4      | 1     | 5      |

## Risultati

### Atletica leggera
| Q | Qualificato al turno successivo per la posizione in qualificazione                                                           |
| q | Qualificato per il turno successivo per ripescaggio o, negli eventi su campo, conquistando la misura minima per qualificarsi |

Maschile
Eventi su pista e strada
| Atleta         | Evento   | Finale    | Finale    |
| Atleta         | Evento   | Risultato | Posizione |
| -------------- | -------- | --------- | --------- |
| Eduardo Garcia | Maratona | dnf       | dnf       |

### Nuoto
Maschile
| Atleta             | Evento      | Batterie | Batterie  | Semifinali      | Semifinali      | Finale          | Finale          |
| Atleta             | Evento      | Tempo    | Posizione | Tempo           | Posizione       | Tempo           | Posizione       |
| ------------------ | ----------- | -------- | --------- | --------------- | --------------- | --------------- | --------------- |
| Maximillian Wilson | 100 m dorso | 54"49    | 27º       | non qualificato | non qualificato | non qualificato | non qualificato |

Femminile
| Atleta          | Evento             | Batterie | Batterie  | Finale          | Finale          |
| Atleta          | Evento             | Tempo    | Posizione | Tempo           | Posizione       |
| --------------- | ------------------ | -------- | --------- | --------------- | --------------- |
| Natalia Kuipers | 400 m stile libero | 4'33"46  | 20ª       | non qualificata | non qualificata |

### Scherma
Maschile
| Atleta        | Evento               | Trentaduesimi             | Sedicesimi           | Ottavi di finale     | Quarti di finale     | Semifinali           | Finale               | Pos.            |
| Atleta        | Evento               | Avversario Risultato      | Avversario Risultato | Avversario Risultato | Avversario Risultato | Avversario Risultato | Avversario Risultato | Pos.            |
| ------------- | -------------------- | ------------------------- | -------------------- | -------------------- | -------------------- | -------------------- | -------------------- | --------------- |
| Kruz Schembri | Fioretto individuale | B. Broszus (CAN) P (8-15) | non qualificato      | non qualificato      | non qualificato      | non qualificato      | non qualificato      | non qualificato |

### Tiro con l'arco
Maschile
| Atleta           | Evento      | Round di qualificazione | Round di qualificazione | 32-esimi                  | 16-esimi                  | Ottavi                    | Quarti                    | Semifinali                | Finale/ Finale per il bronzo | Pos.            |
| Atleta           | Evento      | Punteggio               | Seed                    | Avversario Seed Punteggio | Avversario Seed Punteggio | Avversario Seed Punteggio | Avversario Seed Punteggio | Avversario Seed Punteggio | Avversario Seed Punteggio    | Pos.            |
| ---------------- | ----------- | ----------------------- | ----------------------- | ------------------------- | ------------------------- | ------------------------- | ------------------------- | ------------------------- | ---------------------------- | --------------- |
| Nicholas D'Amour | Individuale | 673                     | 16º                     | F. Saito (JPN) P (4-6)    | non qualificato           | non qualificato           | non qualificato           | non qualificato           | non qualificato              | non qualificato |